# Dịch Huệ
Dịch Huệ (tiếng Trung: 奕譓, 15 tháng 11 năm 1845 – 22 tháng 3 năm 1877) là một hoàng tử nhà Thanh trong lịch sử Trung Quốc, con trai thứ 9 của Đạo Quang.

## Cuộc đời
Dịch Huệ sinh vào giờ Thìn, ngày 16 tháng 10 (âm lịch) năm Đạo Quang thứ 25 (tức ngày 15 tháng 11 năm 1845). Mẹ ông là Trang Thuận Hoàng quý phi. Ông là em trai cùng mẹ của Thuần Hiền Thân vương Dịch Hoàn và là chú của Quang Tự Đế. Vào tháng 1 năm Đạo Quang thứ 30 (1850), Dịch Huệ được phong làm Phu Quận vương (孚郡王). Phong hiệu "Phu" của ông có Mãn văn là「unenggi」, ý là "Thành thực". Ông được cho phép đội mũ thắt nút nhung màu đỏ, và triều phục Mãng bào đều dùng màu kim hoàng. Sau khi Hàm Phong Đế lên ngôi, Dịch Huệ hai lần được "Yến kiến không cần khấu bái, tấu sự không cần thư danh".
Năm Đồng Trị thứ 3 (1864), tháng 4, ông phân phủ, được phép hành tẩu trong nội đình, tiếp tục đọc sách trong Thượng thư phòng. Tháng 7, ông quản lý Nhạc bộ, tháng 10, ông được cử làm Tổng tộc trưởng Chính Bạch kỳ. Năm thứ 4 (1865), tháng 3, ông quản lý các công việc của Võ Anh điện và Chính Lam kỳ Giác La học. Năm thứ 10 (1871), tháng 6, nhậm Nội đại thần. Tháng 9 năm sau (1872), ông được ban hàm Thân vương. Tháng 9 năm Đồng Trị thứ 13 (1874), ông được ban thưởng mặc Hoàng mã quái. Năm Quang Tự nguyên niên (1875), ông nhậm chức Đô thống Hán quân Chính Lam kỳ. Ngày 8 tháng 2 năm Quang Tự thứ 3 (tức ngày 22 tháng 3 năm 1877), Dịch Huệ qua đời ở tuổi 33, được truy thụy Kính (敬), tức Đa La Phu Kính Quận vương (多罗孚敬郡王).
Dịch Huệ được an táng tại làng Thảo Hán, thị trấn Tô Gia Đà, quận Hải Điến, Bắc Kinh. Lăng mộ của ông thường được gọi là "Cửu Vương phần".

## Gia quyến
- Đích Phúc tấn: Tái Mật Lặc thị (赛密勒氏), con gái của Ngự sử Cảnh Lâm (景林).

### Con thừa tự
1. Tái Phái (載沛; 31 tháng 3 năm 1872 - 23 tháng 8, 1878), ban đầu tên là Tái Hoàng (载煌), mẹ là thiếp Triệu thị. Ông vốn là con trai thứ sáu của Phụ quốc Tướng quân Dịch Đống - con trai trưởng của Trấn quốc Tướng quân Miên Côn (绵崑) - con trai thứ sáu của Bối lặc Vĩnh Tiến (永珔). Vĩnh Tiến là cháu nội của Du Khác Quận vương Dận Vu, con trai trưởng của Du Cung Quận vương Hoằng Khánh. Tháng 3 năm 1877, sau khi Dịch Huệ qua đời, Tái Hoàng được đổi tên thành Tái Phái, quá kế thừa tự Dịch Huệ, được phong làm Đa La Bối lặc. Nhưng đến tháng 7 năm sau thì Tái Phái qua đời khi mới 8 tuổi.
2. Tái Chú (載澍; 8 tháng 11 năm 1870 - 10 tháng 12, 1909), ban đầu tên là Tái Tiếp (載楫), mẹ là đích thê Lãng Giai thị. Ông vốn là con trai trưởng của Nhàn tản Tông thất Dịch Chiêm (奕瞻) - hậu duệ của Phụng ân Tướng quân Hoằng Thưởng (弘晌) - con trai thứ mười hai của Dĩ cách Trực Quận vương Dận Thì. Tháng 8 năm 1877, một tháng sau khi Tái Phái qua đời, Tái Chú được lệnh quá kế thừa tự Dịch Huệ, được phong làm Đa La Bối lặc. Những năm đầu, ông tương đối được chú ý, được vào học trong Thượng thư phòng, hành tẩu trong nội đình, bổ tiến Vương công lục ban, được ban thưởng Tứ đoàn Hành long Bổ phục. Ông cưới con gái của Thừa ân công Quế Tường, tức cháu gái ruột của Từ Hi Thái hậu, nhưng quan hệ hai người cực kì không hòa hợp. Cuối cùng Từ Hi Thái hậu vì ra mặt cho cháu gái mà vào tháng 3 năm Quang Tự thứ 23 (1896), Tái Chú bị cách tước, giao cho Tông Nhân phủ quyển cấm. Đến tháng 2 năm Quang Tự thứ 27 (1901), ông được thả ra nhưng quy về chi hệ cũ, không được phép đến Phu vương phủ nữa. Tháng 12 năm thứ 34 (tháng 1 năm 1909), ông lại được ân chuẩn trở về Phu vương phủ, nhậm Đầu đẳng Thị vệ.

### Cháu thừa tự
1. Phổ Tương (溥伒; 30 tháng 8 năm 1893 - sau tháng 8 năm 1966), mẹ là Trắc thất Trương thị. Ông vốn là con trai trưởng của Cung Khác Bối lặc Tái Doanh (載瀛) - con trai thứ tư của Đôn Cần Thân vương Dịch Thông. Tháng 12 năm Quang Tự thứ 23 (1897), ông được cho quá kế trở thành cháu thừa tự của Dịch Huệ, được phong làm Cố Sơn Bối tử. Đến tháng 8 năm 1966, nổ ra Cách mạng Văn hoá, ông dẫn theo con gái trốn đi, về sau không rõ tung tích.